# Papakův potok
Papakův potok (někdy zvaný též Papákův potok) je vodní tok pramenící na úbočí Huštýna a v obci Mořkov se u zdejší pošty vlévá do Králova potoka. Patří do úmoří Baltského moře. Na toku potoka leží jediná obec, a sice Mořkov. Během svého toku podchází potok železniční trať číslo 323 spojující Ostravu s Valašským Meziříčím. Na toku potoka není žádný hlásný profil.